# Campeonato Europeo de Pentatlón Moderno de 2024
El XXXII Campeonato Europeo de Pentatlón Moderno se celebró en Budapest (Hungría) entre el 8 y el 14 de julio de 2024 bajo la organización de la Unión Internacional de Pentatlón Moderno (UIPM) y la Federación Húngara de Pentatlón Moderno.

## Masculino

### Individual
| Puesto | Atleta          | País     | ESG | HÍP | NAT | CAR + TIR | Total |
| ------ | --------------- | -------- | --- | --- | --- | --------- | ----- |
| Oro    | Olexandr Tovkai | Ucrania  | 249 | 300 | 306 | 680       | 1535  |
| Plata  | Giorgio Malan   | Italia   | 220 | 293 | 312 | 700       | 1525  |
| Bronce | Marvin Dogue    | Alemania | 245 | 287 | 297 | 693       | 1522  |

### Equipos
| Puesto | País    | ESG | HÍP | NAT | CAR + TIR | Total |
| ------ | ------- | --- | --- | --- | --------- | ----- |
| Oro    | Italia  |     |     |     |           | 4532  |
| Plata  | Ucrania |     |     |     |           | 4484  |
| Bronce | Hungría |     |     |     |           | 4453  |

### Por relevos
| Puesto | Atletas                            | País    | ESG | HÍP | NAT | CAR + TIR | Total |
| ------ | ---------------------------------- | ------- | --- | --- | --- | --------- | ----- |
| Oro    | Giorgio Malan Matteo Cicinelli     | Italia  | 238 | 293 | 335 | 576       | 1442  |
| Plata  | Richárd Bereczki Mihály Koleszár   | Hungría | 234 | 278 | 329 | 590       | 1431  |
| Bronce | Pavlo Tymoshchenko Olexandr Tovkai | Ucrania | 234 | 300 | 320 | 568       | 1422  |

## Femenino

### Individual
| Puesto | Atleta         | País        | ESG | HÍP | NAT | CAR + TIR | Total |
| ------ | -------------- | ----------- | --- | --- | --- | --------- | ----- |
| Oro    | Kerenza Bryson | Reino Unido | 264 | 293 | 273 | 619       | 1449  |
| Plata  | Anna Jurt      | Suiza       | 237 | 300 | 257 | 637       | 1431  |
| Bronce | Emma Whitaker  | Reino Unido | 211 | 300 | 279 | 633       | 1423  |

### Equipos
| Puesto | País        | ESG | HÍP | NAT | CAR + TIR | Total |
| ------ | ----------- | --- | --- | --- | --------- | ----- |
| Oro    | Italia      |     |     |     |           | 4093  |
| Plata  | Reino Unido |     |     |     |           | 3920  |
| Bronce | Hungría     |     |     |     |           | 3866  |

### Por relevos
| Puesto | Atletas                           | País        | ESG | HÍP | NAT | CAR + TIR | Total |
| ------ | --------------------------------- | ----------- | --- | --- | --- | --------- | ----- |
| Oro    | Emma Whitaker Alexandra Bousfield | Reino Unido | 246 | 293 | 307 | 504       | 1350  |
| Plata  | Annika Zillekens Rebecca Langrehr | Alemania    | 236 | 298 | 301 | 508       | 1343  |
| Bronce | Blanka Guzi Noémi Eszes           | Hungría     | 214 | 287 | 301 | 525       | 1327  |

## Relevo mixto
| Puesto | Atletas                              | País     | ESG | HÍP | NAT | CAR + TIR | Total |
| ------ | ------------------------------------ | -------- | --- | --- | --- | --------- | ----- |
| Oro    | Rita Erdős Mihály Koleszár           | Hungría  | 206 | 269 | 313 | 548       | 1372  |
| Plata  | Francesca Tognetti Daniele Colasanti | Italia   | 222 | 300 | 302 | 536       | 1360  |
| Bronce | Elzbieta Adomaitytė Titas Puronas    | Lituania | 222 | 291 | 298 | 547       | 1358  |

## Medallero
| Núm. | País        | Oro | Plata | Bronce | Total |
| ---- | ----------- | --- | ----- | ------ | ----- |
| 1    | Italia      | 3   | 2     | 0      | 5     |
| 2    | Reino Unido | 2   | 1     | 1      | 4     |
| 3    | Hungría     | 1   | 1     | 3      | 5     |
| 4    | Ucrania     | 1   | 1     | 1      | 3     |
| 5    | Alemania    | 0   | 1     | 1      | 2     |
| 6    | Suiza       | 0   | 1     | 0      | 1     |
| 7    | Lituania    | 0   | 0     | 1      | 1     |
|      | TOTAL       | 7   | 7     | 7      | 21    |